# 汽车路街道
汽车路街道，是中华人民共和国湖南省益阳市资阳区下辖的一个乡镇级行政单位。
2024年4月1日，将长春镇的马良、白马山、龙塘、清水潭、新祝5个社区居委会成建制划入汽车路街道。

## 行政区划
汽车路街道下辖以下地区：
建设街社区、贺家桥社区、乾元宫社区、人民路社区、三圣殿社区、文昌阁社区、南岳宫社区和城门外社区。
2024年调整后，汽车路街道辖人民路、建设街、三圣殿、乾元宫、贺家桥、文昌阁、南岳宫、城门外、永丰、马良、白马山、龙塘、清水潭、新祝14个居委会。